# Türkische Leichtathletik-Hallenmeisterschaften 2023
Die Türkischen Leichtathletik-Hallenmeisterschaften 2023 wurden vom 14. und 15. März in der Ataköy Athletics Arena in Istanbul ausgetragen. 

## Medaillengewinner

### Männer
| Disziplin      | Gold                 | Leistung       | Silber            | Leistung       | Bronze              | Leistung       |
| -------------- | -------------------- | -------------- | ----------------- | -------------- | ------------------- | -------------- |
| 60 m           | Mustafa Kemal Ay     | 6,87 s         | Umut Uysal        | 6,91 s         | Haşi̇m Eren Kavri    | 6,94 s PB      |
| 200 m          | Oğuz Uyar            | 21,96 s        | Burak Karakaş     | 22,47 s SB     | Ege Kasapbaşı       | 23,11 s        |
| 400 m          | Berke Akçam          | 47,32 s SB     | Ali Aksu          | 48,08 s PB     | İhsan Selçuk        | 48,62 s PB     |
| 800 m          | Salih Teksöz         | 1:49,40 min SB | Mevlüt Aras       | 1:50,39 min    | Kadir Ünal          | 1:52,86 min PB |
| 1500 m         | Salih Teksöz         | 3:47,34 min    | İbrahim Erata     | 3:49,84 min    | Abdullah Tuğluk     | 3:50,88 min PB |
| 3000 m         | İbrahim Erata        | 8:09,14 min PB | Abdullah Tuğluk   | 8:12,90 min PB | İsmail Taşyürek     | 8:13,34 min PB |
| 60 m Hürden    | Ayetullah Demir      | 8,01 s PB      | Tuğra Alp         | 8,62 s PB      | Batuhan Aşık        | 9,01 s PB      |
| Hochsprung     | Nihat Can Dost       | 2,00 m SB      |                   |                |                     |                |
| Stabhochsprung | Zeki Cem Tenekebüken | 4,00 m         |                   |                |                     |                |
| Weitsprung     | Aytuğ Emir Kabul     | 6,53 m         |                   |                |                     |                |
| Dreisprung     | Süleyman Çelik       | 14,29 m        | Ebubekir Erdoğan  | 14,08 m        | Arda Yenilmez       | 13,73 m PB     |
| Kugelstoßen    | Hasan Saygi          | 17,87 m        | Ali Peker         | 16,24 m PB     | Melih Gökalp        | 15,22 m        |
| Siebenkampf    | Ömer Faruk Çanakçı   | 5247 Punkte    | Batuhan Arda Erol | 4800 Punkte PB | Osman Barış Bilgili | 3229 Punkte PB |

### Frauen
| Disziplin   | Gold                 | Leistung       | Silber         | Leistung       | Bronze            | Leistung       |
| ----------- | -------------------- | -------------- | -------------- | -------------- | ----------------- | -------------- |
| 60 m        | Elif Polat           | 7,44 s         | Sıla Koloğlu   | 7,48 s         | Zeynep Kaya       | 7,65 s SB      |
| 200 m       | Elif Polat           | 23,75 s        | Habibe Okçu    | 25,42 s SB     | Mira Akan         | 25,68 s PB     |
| 400 m       | Eda Nur Tulum        | 54,34 s PB     | Aysel Önder    | 57,78 s PB     | Ecem Dursun       | 59,26 s PB     |
| 800 m       | Ayça Fidanoğlu       | 2:06,68 min PB | Pelinsu Şahin  | 2:15,05 min PB | Bade Fidanoğlu    | 2:18,41 min PB |
| 1500 m      | Ayça Fidanoğlu       | 4:23,26 min PB | Şevval Özdoğan | 4:26,38 min PB | Pelinsu Şahin     | 4:35,46 min    |
| 3000 m      | Derya Kunur          | 9:19,22 min    | Sümeyye Erol   | 9:24,00 min PB | Şevval Özdoğan    | 9:31,97 min PB |
| 60 m Hürden | Bilge Aydın          | 8,94 s         | Nihan Akaman   | 8,97 s PB      | Merve Kurtoğlu    | 9,28 s SB      |
| Hochsprung  | Esmanur Alkaç        | 1,70 m         | Berra Aygün    | 1,70 m         |                   |                |
| Weitsprung  | Hayriye Nur Arı      | 5,98 m PB      | Hilal Mutlu    | 5,84 m PB      | Rabia Ceren Çatay | 5,55 m         |
| Dreisprung  | Hayriye Nur Arı      | 12,77 m        | Hilal Mutlu    | 12,59 m PB     | Beyza Gülenç      | 12,41 m        |
| Kugelstoßen | Sinem Yıldırım       | 15,71 m        | Aysel Yılmaz   | 14,51 m PB     | Eda Yildirim      | 12,37 m PB     |
| Fünfkampf   | Emine Selda Kırdemir | 3165 Punkte    |                |                |                   |                |